# George Muthaka
George Muthaka OFMCap. (ur. 28 grudnia 1974 w Ruiru) – kenijski duchowny katolicki, biskup Garissy od 2022.

## Życiorys
Święcenia kapłańskie otrzymał 29 czerwca 2003 w zakonie kapucynów. Przez kilka lat pracował jako w zakonnych parafiach. W latach 2009–2015 był wiceprowincjałem, a po dwuletnich studiach w USA objął funkcję wikariusza generalnego diecezji Garissa.
17 lutego 2022 papież Franciszek mianował go ordynariuszem diecezji Garissa. Sakry udzielił mu 7 maja 2022 nuncjusz apostolski w Kenii – arcybiskup Hubertus van Megen.